# Europacupen i fotboll 1973/1974
Europacupen i fotboll 1973/1974 vanns av Bayern München från det dåvarande Västtyskland som därmed påbörjade sin tre raka säsonger långa dominans i turneringen då man i omspelet av finalmatchen besegrade Atlético Madrid från Spanien med 4–0 i Bryssel den 17 maj 1974. Detta efter 1–1 i första mötet två dagar tidigare. 
Det var första gången slutsegern i turneringen gick till ett lag från Västtyskland och första gången ett omspel av Europacupfinalen tillämpades.

## Inledande omgångar

### Första omgången
| Lag 1                | Totalt         | Lag 2            | Möte 1 | Möte 2 |
| Viking FK            | 1–3            | Spartak Trnava   | 1–2    | 0–1    |
| Zorja Voroshilovgrad | 3–0            | APOEL            | 2–0    | 1–0    |
| Benfica              | 2–0            | Olympiakos       | 1–0    | 1–0    |
| Waterford United     | 2–6            | Újpest Dósza     | 2–3    | 0–3    |
| Bayern München       | 4–4 (4–3 str.) | Åtvidabergs FF   | 3–1    | 1–3    |
| Dynamo Dresden       | 4–3            | Juventus         | 2–0    | 2–3    |
| Ajax                 | Stod över      |                  |        |        |
| CSKA September Flag  | 4–0            | SSW Innsbruck    | 3–0    | 1–0    |
| Club Brugge          | 10–00          | Floriana         | 8–0    | 2–0    |
| Basel                | 11–20          | Fram             | 5–0    | 6–2    |
| TPS                  | 1–9            | Celtic           | 1–6    | 0–3    |
| Vejle BK             | 3–2            | Nantes           | 2–2    | 1–0    |
| Röda stjärnan        | 3–1            | Stal Mielec      | 2–1    | 1–0    |
| Jeunesse Esch        | 1–3            | Liverpool        | 1–1    | 0–2    |
| Crusaders            | 00–12          | Dinamo București | 0–1    | 00–11  |
| Atlético Madrid      | 1–0            | Galatasaray      | 0–0    | 1–0    |

### Andra omgången
| Lag 1            | Totalt | Lag 2                | Möte 1 | Möte 2 |
| Spartak Trnava   | 1–0    | Zorja Voroshilovgrad | 0–0    | 1–0    |
| Benfica          | 1–3    | Újpest Dózsa         | 1–1    | 0–2    |
| Bayern München   | 7–6    | Dynamo Dresden       | 4–3    | 3–3    |
| Ajax             | 1–2    | CSKA September Flag  | 1–0    | 0–2    |
| Club Brugge      | 6–7    | Basel                | 2–1    | 4–6    |
| Celtic           | 1–0    | Vejle BK             | 0–0    | 1–0    |
| Röda stjärnan    | 4–2    | Liverpool            | 2–1    | 2–1    |
| Dinamo București | 2–4    | Atlético Madrid      | 0–2    | 2–2    |

## Slutspel

### Kvartsfinaler
| Lag 1          | Totalt         | Lag 2               | Möte 1 | Möte 2 |
| Spartak Trnava | 2–2 (3–4 str.) | Újpest Dózsa        | 1–1    | 1–1    |
| Bayern München | 5–3            | CSKA September Flag | 4–1    | 1–2    |
| Basel          | 5–6            | Celtic              | 3–2    | 2–4    |
| Röda stjärnan  | 0–2            | Atlético Madrid     | 0–2    | 0–0    |

### Semifinaler
| Lag 1        | Totalt | Lag 2           | Möte 1 | Möte 2 |
| Újpest Dózsa | 1–4    | Bayern München  | 1–1    | 0–3    |
| Celtic       | 0–2    | Atlético Madrid | 0–0    | 0–2    |

### Final
|             | 15 maj 1974 | Bayern München                | 0000 1 – 1 (e.fl.) | Atlético Madrid    | Heyselstadion                                         |                                                       |
| 20:00 UTC+1 | 20:00 UTC+1 | Hans-Georg Schwarzenbeck 120′ | (0 – 0) Rapport    | 114′ Luis Aragonés | Bryssel Publik: 48 722 Domare: Vital Loraux (Belgien) | Bryssel Publik: 48 722 Domare: Vital Loraux (Belgien) |
| 20:00 UTC+1 | 20:00 UTC+1 |                               |                    |                    | Bryssel Publik: 48 722 Domare: Vital Loraux (Belgien) | Bryssel Publik: 48 722 Domare: Vital Loraux (Belgien) |
| 20:00 UTC+1 | 20:00 UTC+1 |                               |                    |                    | Bryssel Publik: 48 722 Domare: Vital Loraux (Belgien) | Bryssel Publik: 48 722 Domare: Vital Loraux (Belgien) |

#### Omspel
|             | 17 maj 1974 | Atlético Madrid | 0 – 4           | Bayern München                           | Heyselstadion                                            |                                                          |
| 20:00 UTC+1 | 20:00 UTC+1 |                 | (0 – 1) Rapport | 28′, 82′ Uli Hoeneß 56′, 69′ Gerd Müller | Bryssel Publik: 23 283 Domare: Alfred Delcourt (Belgien) | Bryssel Publik: 23 283 Domare: Alfred Delcourt (Belgien) |
| 20:00 UTC+1 | 20:00 UTC+1 |                 |                 |                                          | Bryssel Publik: 23 283 Domare: Alfred Delcourt (Belgien) | Bryssel Publik: 23 283 Domare: Alfred Delcourt (Belgien) |
| 20:00 UTC+1 | 20:00 UTC+1 |                 |                 |                                          | Bryssel Publik: 23 283 Domare: Alfred Delcourt (Belgien) | Bryssel Publik: 23 283 Domare: Alfred Delcourt (Belgien) |

### Webbkällor
Den här artikeln är helt eller delvis baserad på material från engelskspråkiga Wikipedia, tidigare version.